# Dolný Kubín
 Ovo je glavno značenje pojma Dolný Kubín. Za druga značenja pogledajte Okrug Dolný Kubín.
Dolný Kubín je mjesto u sjevernoj Slovačkoj u Žilinskom kraju. Nalazi se na nadmorskoj visini od 570 m n.m. u dolini rijeke Orave. U Dolnom Kubinu živi 19.945 stanovnika, a površina mjesta je 55,05 km2. 

## Četvrti
Grad je podjeljen na deset gradskih četvrti.
- Beňova Lehota
- Kňažia
- Malý Bysterec
- Medzihradné
- Mokraď
- Srňacie
- Veľký Bysterec
- Záskalie
- Banisko
- Brezovec

## Povijest
Dolný Kubín se prvi put spominje 1314. Osnovan je u 14. stoljeću, a status grada dobiva 1632. 1683. godine postao je sjedištem Oravskog kraja.
U 19. stoljeću grad je bio središte kulturnog života; zna se da je između ostalih u gradu boravio slavni pjesnik Pavol Országh Hviezdoslav.
Nakon 2. svjetskog rata grad postaje centrom metalne i elektrotehničke industrije te se širi izgradnjom novih gradskih naselja (tzv. sidliska Bysterec blizu centra te Brezovec na padinama iznad grada) sa zgradama poznatim kao panelaki (panelaky).
Iznad grada nalazi se manji ski-centar Kuzminovo, a poznat je i po svom Kolonadnom pješačkom mostu.

## Stanovništvo
| Godina:     | 1993.  | 2003.   | 2013.   | 2023.   |
| ----------- | ------ | ------- | ------- | ------- |
| Broj ljudi: | 19 697 | 19 855  | 19 424  | 17 600  |
| Razlika:    |        | +0,80 % | -2,17 % | -9,39 % |

| Godina:     | 2022.  | 2023.   |
| ----------- | ------ | ------- |
| Broj ljudi: | 17 720 | 17 600  |
| Razlika:    |        | -0,67 % |

Prema popisu stanovništva iz 2001. grad je imao 19.948 stanovnika.

### Etnička pripadnost
- Slovaci 97,03 %
- Česi 1,07 %
- Romi 0,28 %[6]

### Religija
- rimokatolici 65,11 %
- luterani 16,62 %
- ateisti 14,55 %[6]

## Vanjske poveznice
- Službena stranica grada
- Slike zimi